# Арпилич
Арпилич (арм. Արփի լիճ; устар. Арпа-гелъ) — второе по запасам водных ресурсов озеро в Армении. Объём воды — 0,1 км³. Озеро расположено на высоте 2022 м над уровнем моря, в муниципалитете Арпи Ширакской области Армении. Это единственное наряду с Севаном озеро, имеющее народно-хозяйственное значение.

## Описание
В 1946—1951 годах озеро Арпи было искусственно увеличено с целью увеличения объёма водных ресурсов в озере. Таким образом, его площадь с 4,5 км² увеличилась до 22 км², объём стал равен 100 млн м³. В данный момент здесь развиты рыбный промысел и выработка электроэнергии.
С озера берёт начало река Ахурян, климат близ озера континентальный.

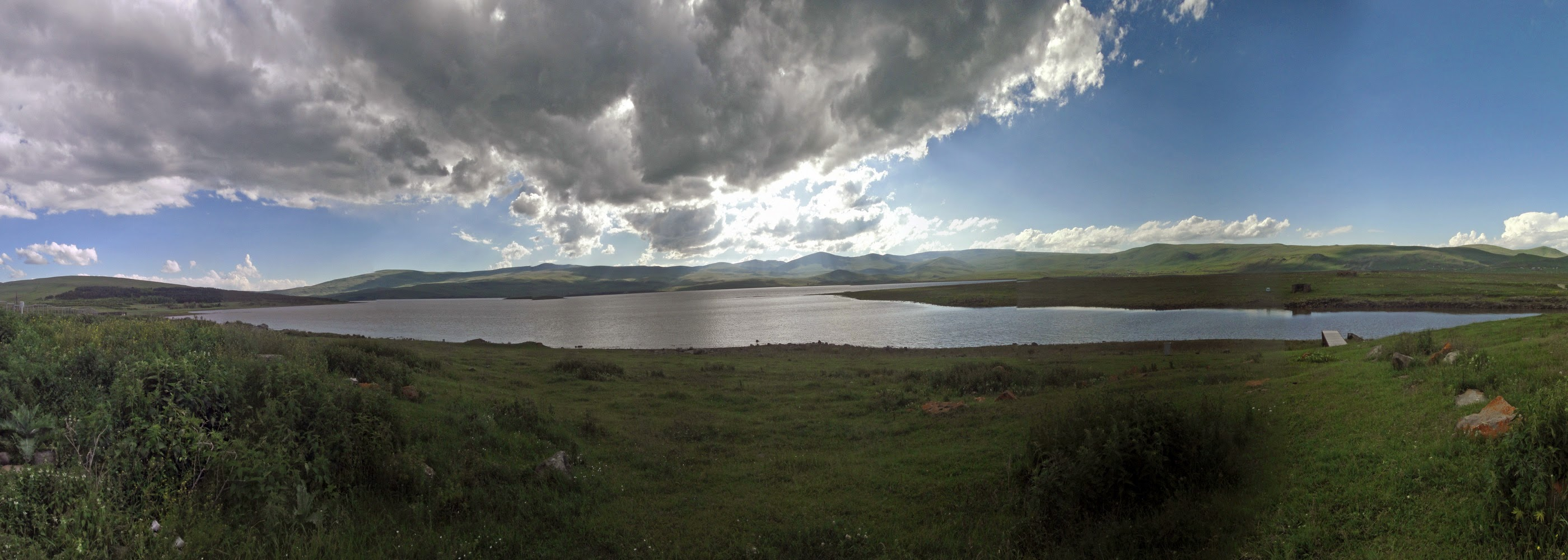
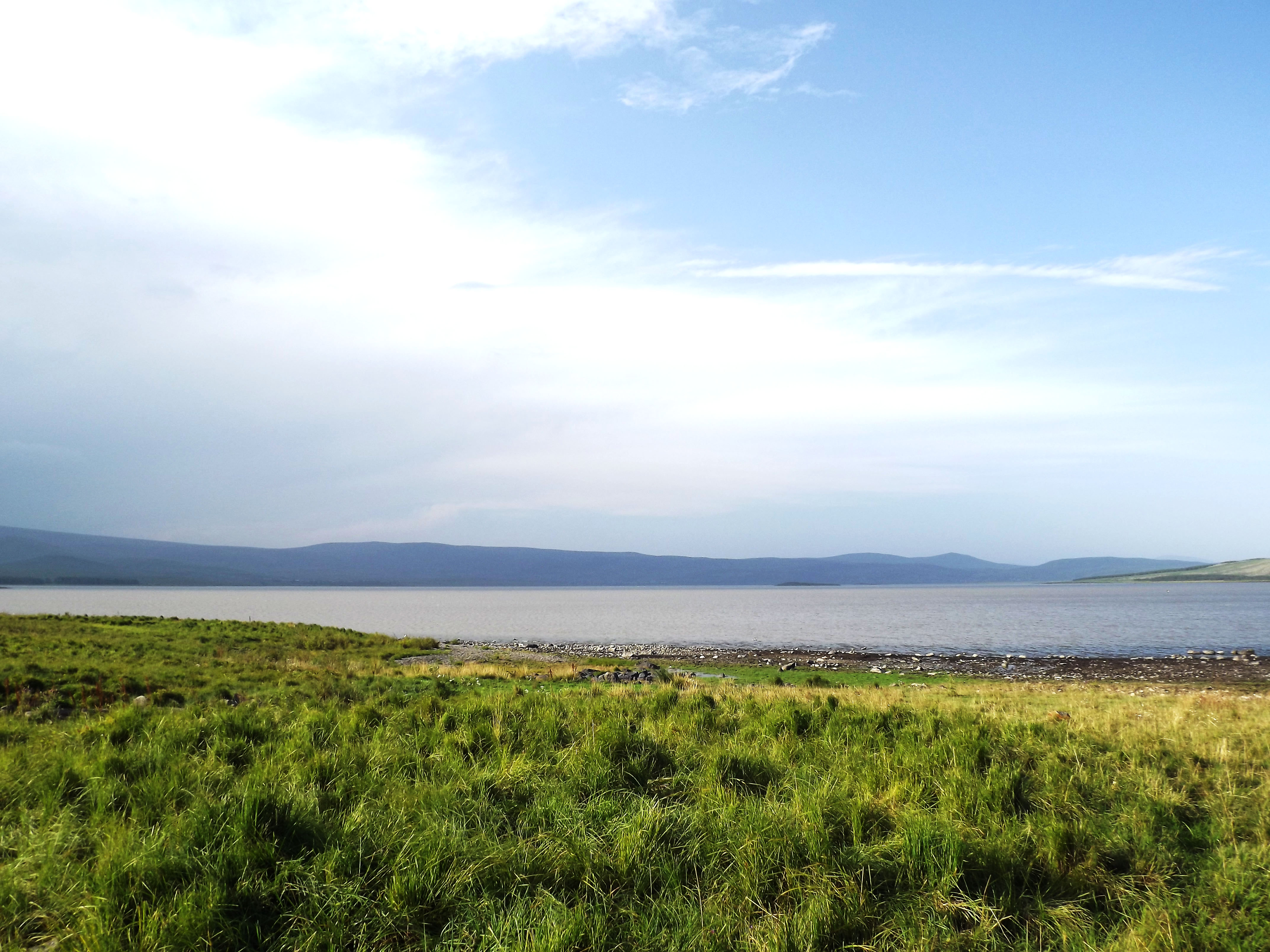
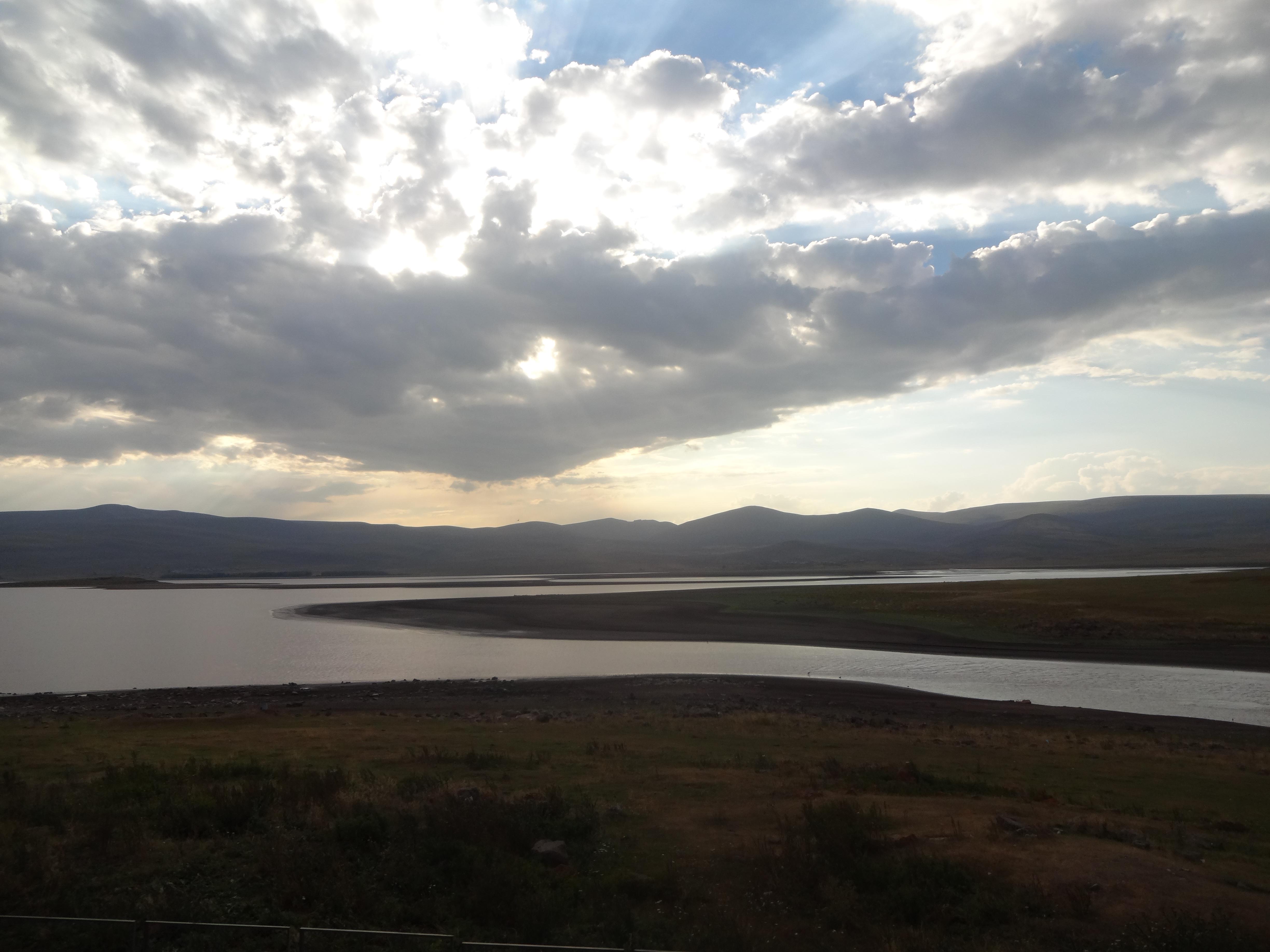
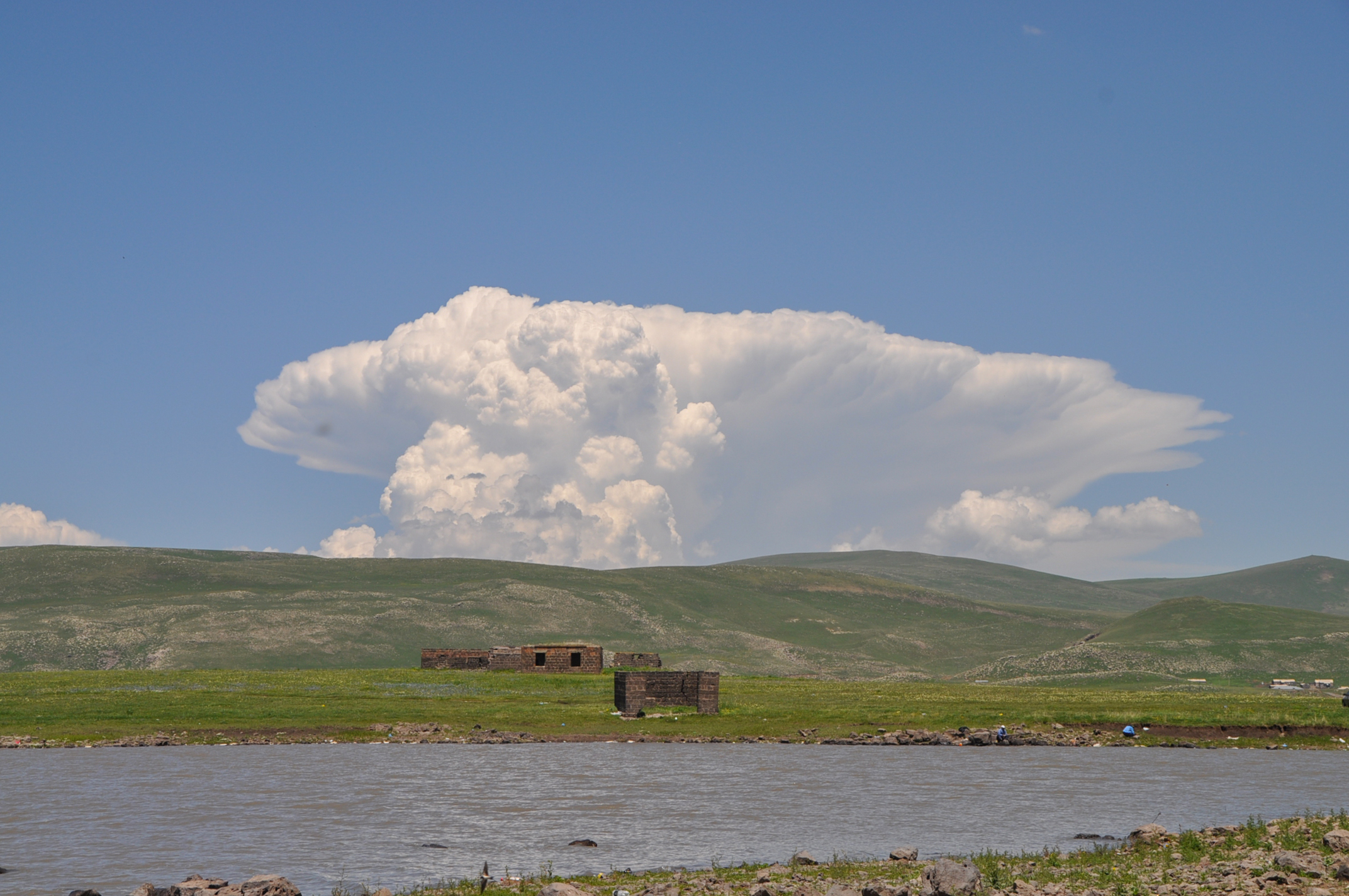

## Фауна
В районе озера проживают более 100 видов птиц. Некоторые из них включены в Красную книгу[уточнить].
Из птиц в районе озера встречаются: чирок-свистунок (Anas crecca), малая поганка (Tachybaptus ruficollis), белый аист (Ciconia ciconia), кряква (A. platyrhynchos), красноголовый нырок (Aythia ferina), хохлатая чернеть (A. fuligula), огарь (Tadorna ferruginea), морской зуёк (Charadrius alexandrinus), бекас (Gallinago gallinago), дупель (G. media), армянская чайка (Larus armenicus), малая крачка (Sterna albifrons). Среди птиц, занесённых в Красную книгу, сравнительно часто встречаются: кудрявый пеликан (Pelekanus crispus), чёрный аист (Ciconia nigra), пеганка (Tadorna tadorna) и серый журавль (Grus grus).

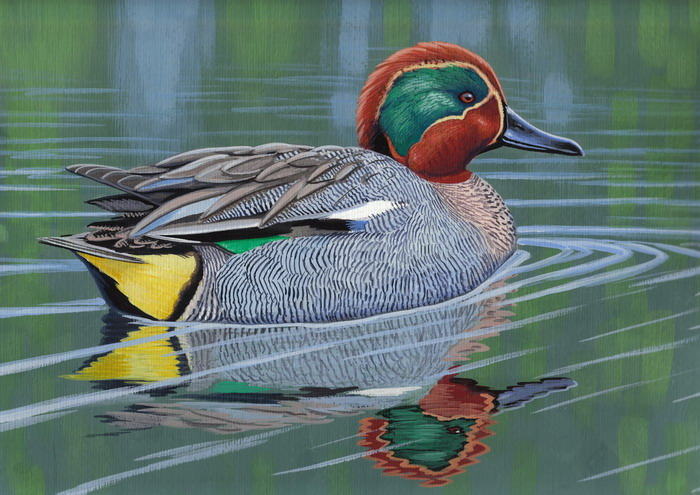
Чирок-свистунок
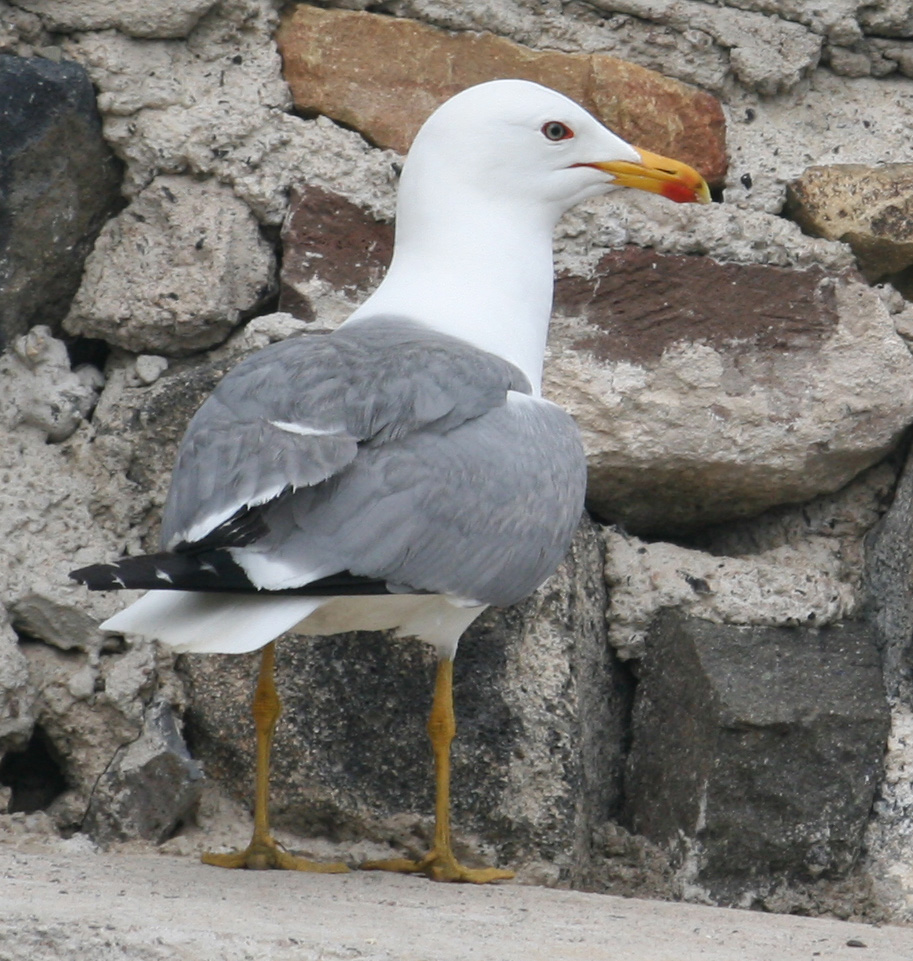
Армянская чайка
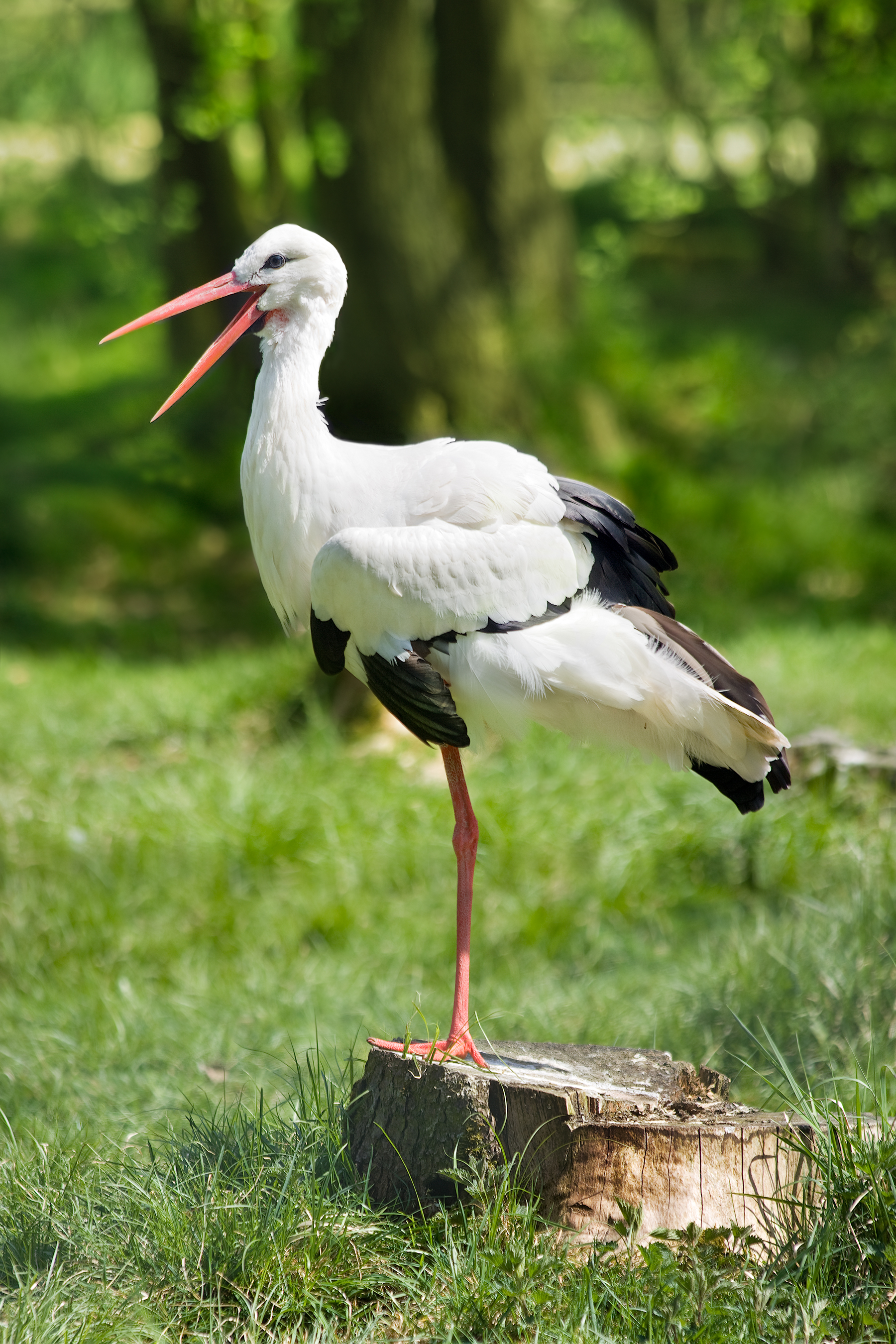
Белый аист
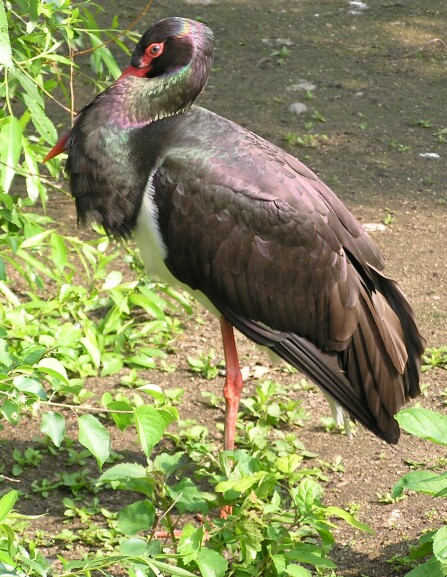
Чёрный аист
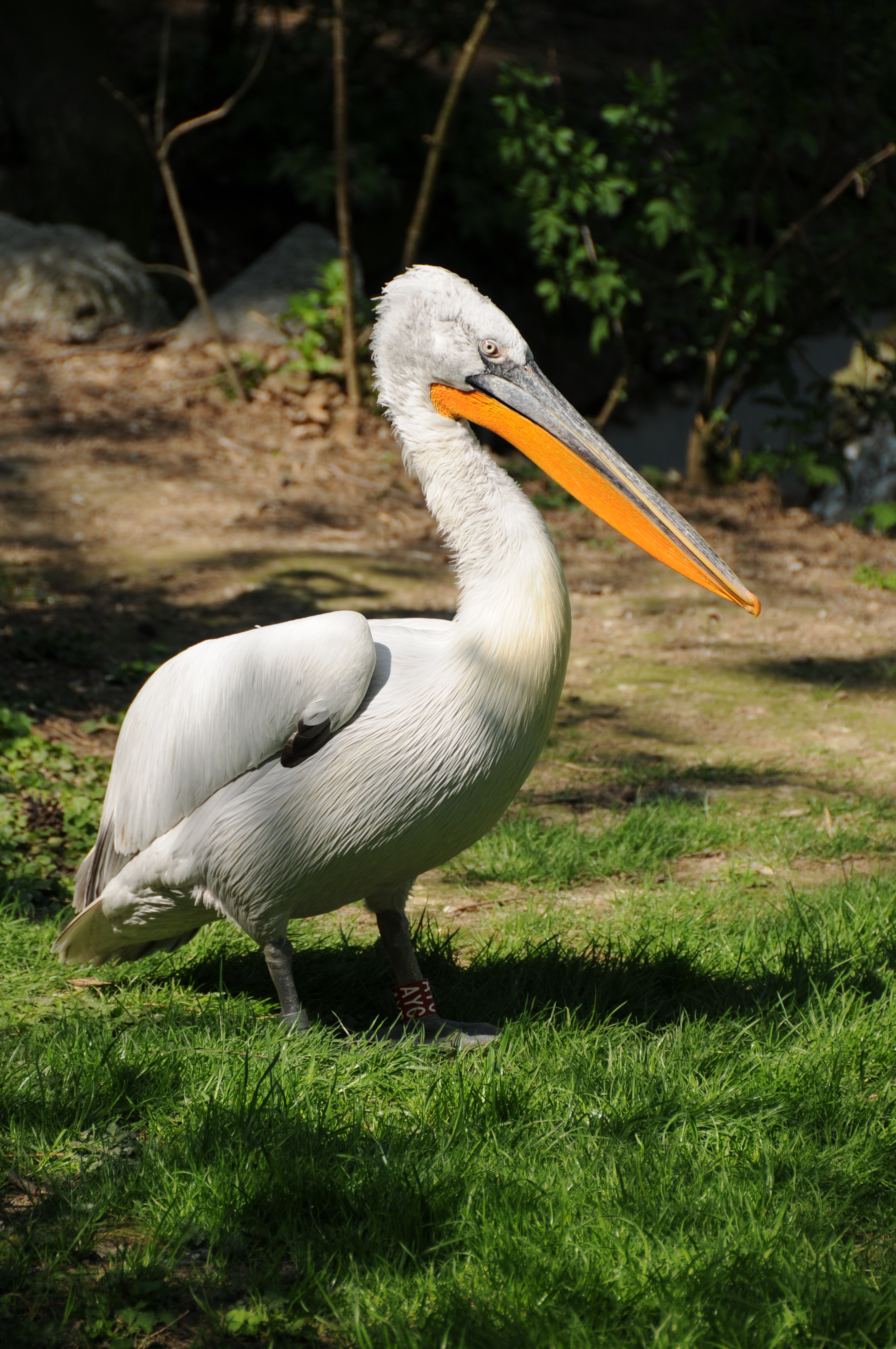
Кудрявый пеликан

## Флора
В окрестностях озера произрастают такие виды растений как осока заячья, тростник и исчезающие виды: ирис сибирский, Шпажник черепитчатый, Траунштейнера сферическая.

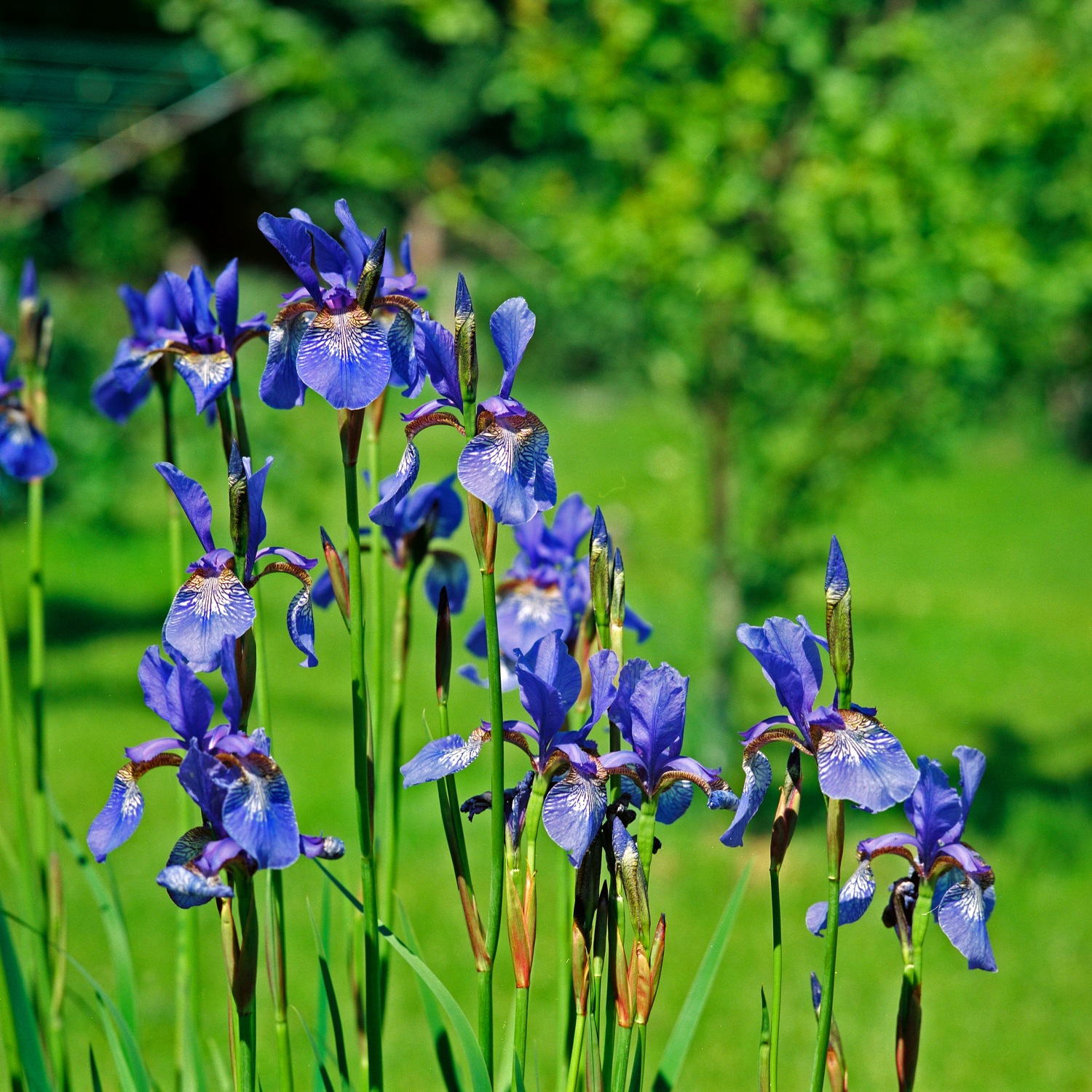
Ирис сибирский
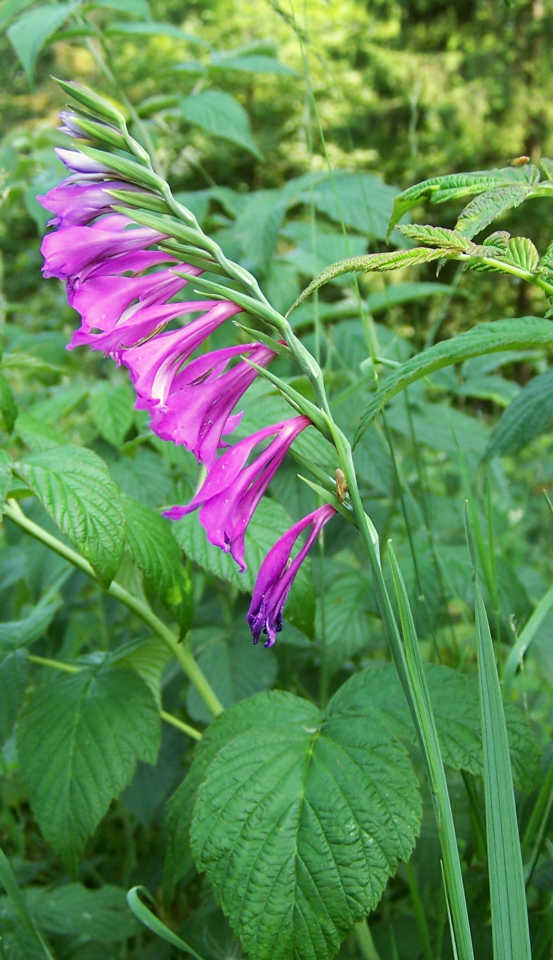
Шпажник черепитчатый
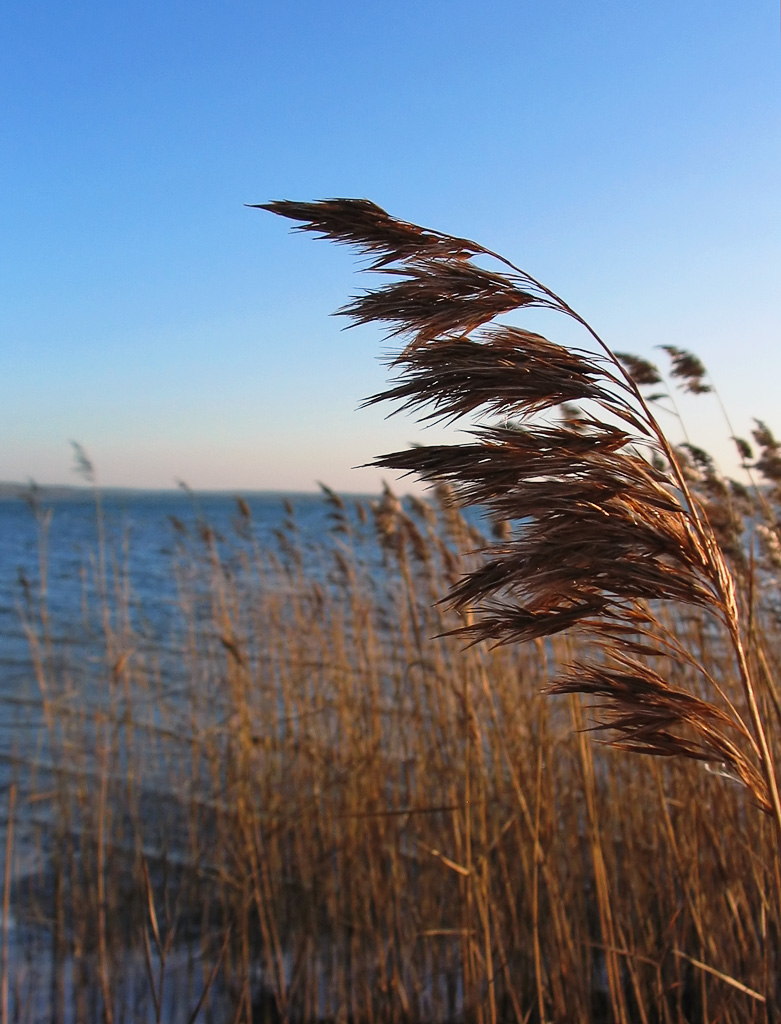
Тростник